# Saint-Jean-de-Losne
Saint-Jean-de-Losne är en kommun i departementet Côte-d'Or i regionen Bourgogne-Franche-Comté i östra Frankrike. Kommunen ligger i kantonen Saint-Jean-de-Losne som tillhör arrondissementet Beaune. År 2022 hade Saint-Jean-de-Losne 1 001 invånare.

## Befolkningsutveckling
Antalet invånare i kommunen Saint-Jean-de-Losne
Referens:INSEE